# 米林龙胆
米林龙胆（学名：Gentiana mailingensis）为龙胆科龙胆属的植物，为中国的特有植物。分布在中国大陆的西藏等地，生长于海拔3,900米至4,500米的地区，见于灌丛边缘和高山草甸，目前尚未由人工引种栽培。